# Linearni motor
Linearni motor je vrsta elektromotora koji vrši mehanički rad translacijom (za razliku od uobičajenih motora koji vrše obrtno kretanje - rotaciju).

## Linearni elektromotor
Linearni elektromotor je posebni oblik elektromotora bez rotirajućih delova, odnosno rotora. Može se zamisliti da smo uzdužno prerezali klasični motor sve do ose rotacije i onda rotor i stator „izravnali“, tako da se oblici valjka pretvoriše u ravne ploče. Između tako dobijene statorske i rotorske površine, umesto obrtnog momenta, deluje (linearna) sila (po kojoj je nazvan) čijim dejstvom dolazi do linearnog kretanja i vršenja  mehaničkog rada. Ovakvi motori se primenjuju retko i to, za sada, isključivo za pogon naročitih vrsta železničkih vozila (na slici) - tzv. Maglev vozovi.